# Бішкаїнська сільська рада
Бішкаї́нська сільська рада (рос. Бишкаинский сельский совет) — муніципальне утворення у складі Аургазинського району Башкортостану, Росія. Адміністративний центр — село Бішкаїн.

## Населення
Населення — 1073 особи (2019, 1196 в 2010, 1307 в 2002).

## Склад
До складу поселення входять такі населені пункти:
| Населений пункт        | Населення, осіб (2002) | Населення, осіб (2010) |
| ---------------------- | ---------------------- | ---------------------- |
| Білогорський, присілок | 33                     | 15                     |
| Білогорський, хутір    | 12                     | 6                      |
| Бішкаїн, село          | 1201                   | 1150                   |
| Поташевка, присілок    | 59                     | 25                     |
| Пушкінський, хутір     | 2                      | 0                      |